# Ботанический сад Львовского лесотехнического института
Ботанический сад Львовского лесотехнического института (укр. Ботанічний сад Львівського лісотехнічного інституту) — дендропарк и ботанический сад общегосударственного значения, который принадлежит Львовскому лесотехническому институту (нынешнее название — Национальный лесотехнический университет Украины). Находится во Львове (Украина) между улицами Чупринки (бывшая Пушкина) и Природной. Дендропарк занимает 10,8 га. Адрес: генерала Чупринки, 103.
Дендропарк был основан в 1954 году, вскоре после основания самого лесотехнического института советской властью. На территории дендропарка находятся цветники, коллекционно-учебный участок, небольшой исследовательский рассадник. Кроме того на территории дендропарка построены административный и три учебные корпуса, библиотека, музей древесины, спортивный зал, медпункт, кафе и столовая, общежитие, теплицы и другие здания.
Сад занимает общую площадь 26 га. Географическое расположение территории дендрария и дендропарка 49º48'50 "северной широты и 24º01'20" восточной долготы. Высота над уровнем моря около 340 м. Среднегодовая температура воздуха составляет +7,6 ° С; Январь -4,4 ° С; Июль +17,5 ºС; минимальная -35,8ºС; максимальная + 37,0ºС. Продолжительность периода с температурой выше 5 ° С составляет 210 дней. Среднегодовое количество осадков - 688 мм.
Здесь растут представители 348 таксонов древесно-кустарниковых растений. Из них видов - 258, разновидностей - 6, декоративных отличий - 84. Коллекция представлена 119 родами, которые, в свою очередь, относятся к 53 семействам. Все растения привезены из стран: Америки, Азии, Австралии,  Европы и Северной Африки. На территории парка растут такие редкие и экзотические виды как ликвидамбар смолоносный, лещина древовидная, гребенщик ветвистый, хурма кавказская, ясень пенсильванский, сирень обыкновенная, сирень венгерская, тис ягодный, магнолия Кобус, катальпа, конский каштан красный, платан кленолистный, гинкго, магнолия Суланжа, орех черный, багрянник японский, туя гигантская, дуб болотный, дугласия Мензиса, смородина кроваво-красная, вейгела цветущая, золотой дождь обычный, туя западная и другие.
На территории дендропарка размещен коллекционный фонд травянистой флоры открытого грунта, который насчитывает более 600 таксонов. Значительное внимание при формировании коллекций уделено природной флоре региона, которая составляет 200 видов.
Кроме того, на территории дендропарка построены административный и три учебных корпуса, библиотека, музей древесины, спортивный зал, медпункт, кафе и столовая, общежитие и другие здания.